# UNITE (SPYAIRのアルバム)
『UNITE』（ユナイト）は、SPYAIRの6枚目のオリジナル・アルバム。2021年3月31日にSony Music Associated Recordsからリリース。

## 概要
前作『KINGDOM』から約3年半ぶりのリリース。22ndシングルから1stEPまでのシングル表題曲に各メンバーが作詞作曲を手がけた新録曲5曲を加えた全12曲を収録。リリースは通常盤、初回生産限定盤の2形態で行われた。初回生産限定盤は大型三方背BOX仕様・44P豪華ブックレット付き。特典DVDには2020年7月に開催された配信ライブ『SPYAIR digital LIVE 2020.7.18』よりライブ映像全11曲に加え、収録シングルの Music Video＋メイキング映像を収録。
これまで基本的にSPYAIRの楽曲はUZが作曲を行っていたが、本作では2020年11月にリリースされた「One Day」以降の楽曲すべてがUZ以外のメンバーによって作曲されている。そのため、UZが作曲した楽曲は12曲中5曲とこれまでのアルバムで最も割合が小さい。
2022年3月を持ってボーカルのIKEが脱退した為、IKE脱退前最後のオリジナルアルバムとなった。

## 収録曲

### CD
通常盤、初回生産限定盤共通
1. I Wanna Be… [3:55]
作詞：MOMIKEN / 作曲・編曲：UZ
  - 22ndシングル表題曲
  - アニメ「銀魂.銀ノ魂篇」オープニングテーマ
2. 轍〜Wadachi〜 [3:43]
作詞：MOMIKEN / 作曲：KENTA / 編曲：KENTA、tasuku
  - 1st EP表題曲
  - 映画「銀魂 THE FINAL」主題歌
3. PRIDE OF LIONS [3:22]
作詞：MOMIKEN / 作曲：UZ / 編曲：UZ、tasuku
  - 3rd配信限定シングル表題曲。
  - 日本体育大学応援ソング
4. INSIDE OF ME [3:34]
作詞：MOMIKEN / 作曲：UZ / 編曲：UZ、tasuku
  - 4th配信限定シングル表題曲。
  - 単独野外ライブ「JUST LIKE THIS 2020」公式テーマソング
5. iris [3:42]
作詞・作曲：MOMIKEN / 編曲：MOMIKEN、tasuku
6. B-THE ONE [4:03]
作詞：MOMIKEN / ラップ詞：TEEDA（BACK-ON）/ 作曲：UZ / 編曲：UZ、tasuku
  - 2nd配信限定シングル表題曲
  - 「B.LEAGUE 2018-19 SEASON」公式テーマソング
7. We'll Never Die [4:03] 
作詞：MOMIKEN / ラップ詞：UZ / 作曲：UZ / 編曲：UZ、tasuku
  - 2nd会場限定シングル表題曲
  - 単独野外ライブ「JUST LIKE THIS 2018」公式テーマソング
  - ザ・プレミアム・モルツ「The Premium Music」キャンペーンソング
8. Get over it [3:36]
作詞：KENTA、MOMIKEN / 作曲：KENTA / 編曲：KENTA、tasuku
9. One Day [3:26]
作詞・作曲：MOMIKEN / 編曲：MOMIKEN、tasuku
  - 23rdシングル表題曲
  - アニメ「ハイキュー!! TO THE TOP」エンディングテーマ
10. STORY [3:34]
作詞・作曲：KENTA / 編曲：KENTA、tasuku
11. What is Love [3:47] 
作詞・作曲：MOMIKEN / 編曲：MOMIKEN、tasuku
12. La la la... [4:04]
作詞・作曲：IKE、MOMIKEN / 編曲：MOMIKEN、tasuku

### DVD (初回生産限定盤のみ)
■SPYAIR digital LIVE 2020.7.18
1. 現状ディストラクション
2. WENDY ~It's You~
3. イマジネーション
4. BEAUTIFUL DAYS
5. My Friend
6. INSIDE OF ME
7. LIAR
8. ジャパニケーション
9. RAGE OF DUST
10. サムライハート(Some Like It Hot!!)
11. SINGING

■Music Video & Making of Music Video
1. I Wanna Be…
2. One Day
3. 轍〜Wadachi〜

## 演奏
- tasuku, TEEDA (BACK-ON)：Vocal Direction
- 門脇大輔ストリングス：Strings (#2.12)
- シェーン・ガラース：Recording (#7)